# Fehértorkú pipra
A fehértorkú pipra (Corapipo altera) a madarak osztályának verébalakúak (Passeriformes) rendjébe és a piprafélék (Pipridae) családjába tartozó faj.

## Rendszerezése
A fajt Carl Edward Hellmayr osztrák ornitológus írta le 1906-ban, Corapipo leucorrhoa altera néven, egyes szervezetek szerint jelenleg is csak alfaj, de sorolják  a Masius nembe is Masius alter néven.

## Alfajai
- Corapipo altera altera Hellmayr, 1906
- Corapipo altera heteroleuca Hellmayr, 1910[1]

## Előfordulása
Costa Rica, Nicaragua, Panama és Kolumbia területén honos. A természetes élőhelye szubtrópusi és trópusi síkvidéki és hegyi esőerdők.

## Megjelenése
Testhossza 10 centiméter. A hím tollazata kékesfekete, torka fehér, a tojó olajzöld színű.

## Külső hivatkozások
- Képek az interneten fajról
- Internet Bird Collection - videók a fajról
- Xeno-canto.org